# Daisy Osakue
Daisy Osakue (née le 16 janvier 1996 à Turin) est une athlète italienne, spécialiste du lancer de disque.

## Biographie
Née à Turin, les parents de Daisy Osakue sont originaires du Nigeria et sont arrivés en Italie dans les années 1990. Elle a deux frère et sœur âgés de 14 et 8 ans. Osakue obtient la nationalité italienne à l'âge de 18 ans. Elle commence sa carrière sportive en tant que coureuse de haies mais finit par opter pour le lancer de disque et de poids au vu de ses bons résultats. Elle étudie depuis 2017 à l'Angelo State University.
En 2017, à Abilene, elle établit le record espoir d'Italie avec un jet à 57,49 m, record qu'elle améliore en 2018 avec un nouveau jet à 59,72 m. La même année, elle participe aux Championnats d'Europe d'athlétisme par équipes 2017 à Lille où l'Italie finit 6e. Lors de ces championnats, elle bat son propre record avec un jet à 57,64 m.
Ayant réussi les minimas requis, elle est qualifiée pour les Championnats d'Europe d'athlétisme 2018 pour représenter l'Italie en lancer de disque.
Le 30 juillet 2018, elle est agressée à Moncalieri, près de Turin, par des hommes qui lui lancent des œufs. Touchée à l’œil, elle est victime d'une lésion de la cornée gauche, qui aurait pu remettre en cause sa participation aux Championnats d'Europe d'athlétisme 2018 à Berlin la semaine suivante. Les Carabiniers arrêtent rapidement les trois jeunes auteurs. Le procureur de Turin ne retient pas le motif raciste, car le même mode opératoire, un œuf jeté d’une voiture en marche, a été utilisé quelques minutes après l’agression de Daisy Osakue contre un homme blanc et contre une maison de retraite. Par ailleurs, l'athlète a obtenu une dérogation pour utiliser de la cortisone (qui aurait pu être considérée comme un produit dopant) afin de pouvoir concourir aux championnats d’Europe.
Le 9 août, elle se qualifie pour la finale du lancer de disque avec 58,73 m. Elle y obtient la 5e place.
Le 16 mars 2019, elle porte son record personnel à 60,04 m, la 2e meilleure marque de tous les temps pour une Italienne, lors d’un meeting à Abilene (Texas). Le 24 avril, elle améliore ultérieurement son record à Abilene à 61,35 m.
Le 9 juillet 2019, elle porte son record personnel à 61,69 m pour remporter la médaille d’or lors des Universiades à Naples,.

## Palmarès
| Date | Compétition                             | Lieu       | Résultat | Marque  |
| ---- | --------------------------------------- | ---------- | -------- | ------- |
| 2015 | Championnats d'Europe juniors           | Eskilstuna | 10e      | 42,29 m |
| 2016 | Championnats de la méditerranée espoirs | Tunis      | 4e       | 50,68 m |
| 2017 | Championnats d'Europe par équipes       | Lille      | 6e       | 57,64 m |
| 2018 | Jeux méditerranéens                     | Tarragone  | 11e      | 51,49 m |
| 2018 | Championnats d'Europe                   | Berlin     | 5e       | 59,32 m |
| 2019 | Universiade                             | Naples     | 1re      | 61,69 m |
| 2019 | Championnats d'Europe par équipes       | Bydgoszcz  | 6e       | 55,74 m |
| 2022 | Coupe d'Europe des lancers              | Leiria     | 1re      | 61,56 m |
| 2023 | Jeux européens                          | Chorzów    | 2e       | 64,35 m |
| 2023 | Championnats du monde                   | Budapest   | 12e      | 61,13 m |
| 2024 | Jeux olympiques                         | Paris      | 8e       | 63,11 m |

## Records
| Épreuve          | Performance | Lieu        | Date         |
| ---------------- | ----------- | ----------- | ------------ |
| Lancer du disque | 64,57 m     | Pietrasanta | 11 juin 2023 |